# 大费拉
大费拉是巴西阿拉戈斯州的一个市镇。总面积155.97平方公里，总人口21180人，人口密度135.8人/平方公里。